# Gertrude Helmholz
Gertrude Helmholz (* 10. Juni 1884 in Skaisgirren, Kreis Niederung, heute Bolschakowo, Oblast Kaliningrad, als Gertrude Ehrhardt; † 20. April 1967 in Marktredwitz) war eine deutsche Malerin, die vor allem für ihre Landschaftsbilder bekannt ist.

## Ausbildung
Gertrude Helmholz studierte von 1904 bis 1908 an der Akademie der Künste in Berlin. 1909 war sie Meisterschülerin bei Kurt von Rozynski und von 1910 bis 1912 bei Hermann Gleißner. Von 1912 bis 1914 absolvierte sie Studienaufenthalte in Ostpreußen. Im Jahr 1920 studierte sie weiter an der Berliner Akademie der Künste. 1937 bis 1939 erfolgte eine Weiterbildung an der Universitá dell’Arte in Perugia.

## Leben und Werk
Gertrude Helmholz gehört zu einer Generation von Malerinnen, für die eine Ausbildung an einer staatlichen Kunstakademie keine Selbstverständlichkeit war, da Frauen noch um die Jahrhundertwende der Zugang zu den staatlichen Kunstakademien untersagt oder zumindest erschwert war. Claudia Güttlich schreibt 1956 über Helmholz’ Frühwerk: „Meer und Weite sind die Elemente des künstlerischen Schaffens der Malerin Gertrude Helmholz, die, in Ostpreußen geboren, ihre erste Kindheit an der Ostsee verlebte.“ Im Ersten Weltkrieg leistete sie von 1914 bis 1918 Kriegseinsatz als Schwesternhelferin. Ab 1927 hatte sie regelmäßige Aufenthalte zusammen mit Eduard Bargheer, Werner Gilles und Ulli Neujahr in Sant’Angelo auf Ischia. Gertrude Helmholz hatte wesentlichen Anteil am Aufbau und der Entwicklung der deutschen Künstlerkolonie auf Ischia. Hier verfasste sie gemeinsam mit ihren Kollegen ein künstlerisches Manifest, dem sich Hans Purrmann im Jahr 1928 anschloss. Ab 1930 unterhielt sie auf Ischia ihren Zweitwohnsitz und unternahm 1932 zahlreiche Studienreisen nach Italien (Capri und Sizilien) sowie Afrika.
In den späten 1930er Jahren erfolgten Aufenthalte in der Künstlerkolonie Nidden (Nida) auf der Kurischen Nehrung. 1931 bis 1934 hatte sie eine Ateliergemeinschaft mit Wilhelm Beindorf. Von 1939 bis 1942 war sie Mitglied des Vereins der Berliner Künstlerinnen, an dessen Ausstellungen sie in den Jahren 1940, 1941 und 1942 teilnahm. Auch in der Nachkriegszeit folgten einige Ausstellungen, unter anderem im Fichtelgebirgsmuseum. Der Kunstverein Fischerhude widmete den „Fischerhuder Malerinnen und Künstlerinnen aus Nidden“ im Jahr 2019 eine Ausstellung, in der auch Werke von Gertrude Helmholz zu sehen waren. Mehrere Aquarelle aus den 1930er Jahren von der Kurischen Nehrung befinden sich im Bestand des Ostpreußischen Landesmuseums in Lüneburg. Ein Bild, das in den 1920er Jahren auf Sylt entstanden ist, befindet sich in der Kunstsammlung Werner Kittel.